# Takashi Kokubo
 (juillet 2024).
Takashi Kokubo, né en 1956 à Tokyo, est un musicien et concepteur sonore japonais, représentant du mouvement de musique minimaliste Kankyō Ongaku. Il produit principalement de la musique d'ambiance électronique.
Il a collaboré avec de nombreux autres musiciens célèbres dont Ryūichi Sakamoto. Ses œuvres les plus connues incluent l’alerte pour séisme sur les téléphones portables japonais et le son de confirmation des paiements par carte de crédit. 
La compilation Kankyō Ongaku – Japanese Ambient, Environmental & New Age Music 1980-1990 — qui comprend également des œuvres de Joe Hisaishi, Haruomi Hosono, Ryūichi Sakamoto et Hiroshi Yoshimura — a été nommée pour un Grammy Award en 2020.  

## Œuvres (sélection)
| Année | Titre                                                                  | Maison de disque  |
| ----- | ---------------------------------------------------------------------- | ----------------- |
| 1987  | Get at the Wave                                                        | Sanyo             |
| 1990  | GAIA                                                                   | Cyber Phonic      |
| 1993  | Oasis of the Wind II: A story of Forest and Water                      | Studio Ion        |
| 1994  | Giga                                                                   | Inner Space Music |
| 1998  | Great Barrier Reef: Australia                                          | Columbia          |
| 1998  | Borneo: Malaysia                                                       | Columbia          |
| 1998  | Matamanoa Islan: Fiji                                                  | Columbia          |
| 2006  | Water                                                                  | Studio Ion        |
| 2007  | Takashi Kokubo Healing Collection: Quiet Comfort (Best of Compilation) | Studio Ion        |